# Kolarstwo na Letnich Igrzyskach Olimpijskich 1948 – tandemy mężczyzn
Rywalizacja tandemów była jedną z konkurencji rozgrywanych podczas XI Letnich Igrzysk Olimpijskich. Została rozegrana w dniach 7 – 11 sierpnia 1948 roku na Herne Hill Velodrome w Londynnie. Rywalizowano na dystansie 2000 metrów. Wystartowało 10 dwuosobowych zespołów.

## Wyniki

### Pierwsza runda
Do rundy drugiej bezpośrednio awansowali zwyciężcy poszczególnych wyścigów. Przegrani rywalizowali w repasażach.
Wyścig 1
| Pozycja | Zawodnik                      | Reprezentacja | Czas | Uwagi |
| ------- | ----------------------------- | ------------- | ---- | ----- |
| 1.      | Jean Roth Max Äberli          | Szwajcaria    | 12,0 | Q     |
| 2.      | Klaas Buchly Tinus van Gelder | Holandia      |      |       |

Wyścig 2
| Pozycja | Zawodnik                      | Reprezentacja | Czas | Uwagi |
| ------- | ----------------------------- | ------------- | ---- | ----- |
| 1.      | Hans Andresen Evan Klamer     | Dania         | 11,7 | Q     |
| 2.      | Louis Van Schil Roger De Pauw | Belgia        |      |       |

Wyścig 3
| Pozycja | Zawodnik                          | Reprezentacja | Czas | Uwagi |
| ------- | --------------------------------- | ------------- | ---- | ----- |
| 1.      | Ferdinando Terruzzi Renato Perona | Włochy        | 13,3 | Q     |
| 2.      | Oscar Giacché Miguel Passi        | Argentyna     |      |       |

Wyścig 4
| Pozycja | Zawodnik                  | Reprezentacja     | Czas | Uwagi |
| ------- | ------------------------- | ----------------- | ---- | ----- |
| 1.      | René Faye Gaston Dron     | Francja           | 11,4 | Q     |
| 2.      | Marvin Thomson Al Stiller | Stany Zjednoczone |      |       |

Wyścig 5
| Pozycja | Zawodnik                  | Reprezentacja   | Czas | Uwagi |
| ------- | ------------------------- | --------------- | ---- | ----- |
| 1.      | Reg Harris Alan Bannister | Wielka Brytania | 11,2 | Q     |
| 2.      | Kurt Nemetz Erich Welt    | Austria         |      |       |

### Repasaże
Zwycięzcy wyścigów oraz najszybszy drużyna z 2 miejsca awansowali do rundy 2.
Wyścig 1
| Pozycja | Zawodnik                      | Reprezentacja | Czas | Uwagi |
| ------- | ----------------------------- | ------------- | ---- | ----- |
| 1.      | Louis Van Schil Roger De Pauw | Belgia        | 13,2 | Q     |
| 2.      | Klaas Buchly Tinus van Gelder | Holandia      |      | q     |
| 3.      | Oscar Giacché Miguel Passi    | Argentyna     |      |       |

Wyścig 2
| Pozycja | Zawodnik                  | Reprezentacja     | Czas | Uwagi |
| ------- | ------------------------- | ----------------- | ---- | ----- |
| 1.      | Marvin Thomson Al Stiller | Stany Zjednoczone | 11,7 | Q     |
| 2.      | Kurt Nemetz Erich Welt    | Austria           |      |       |

### Ćwierćfinały
Wyścig 1
| Pozycja | Zawodnik                      | Reprezentacja   | Czas | Uwagi |
| ------- | ----------------------------- | --------------- | ---- | ----- |
| 1.      | Reg Harris Alan Bannister     | Wielka Brytania | 11,6 | Q     |
| 2.      | Klaas Buchly Tinus van Gelder | Holandia        |      |       |

Wyścig 2
| Pozycja | Zawodnik                  | Reprezentacja | Czas | Uwagi |
| ------- | ------------------------- | ------------- | ---- | ----- |
| 1.      | René Faye Gaston Dron     | Francja       | 11,9 | Q     |
| 2.      | Hans Andresen Evan Klamer | Dania         |      |       |

Wyścig 3
| Pozycja | Zawodnik                  | Reprezentacja     | Czas | Uwagi |
| ------- | ------------------------- | ----------------- | ---- | ----- |
| 1.      | Jean Roth Max Äberli      | Szwajcaria        | 12,0 | Q     |
| 2.      | Marvin Thomson Al Stiller | Stany Zjednoczone |      |       |

Wyścig 4
| Pozycja | Zawodnik                          | Reprezentacja | Czas | Uwagi |
| ------- | --------------------------------- | ------------- | ---- | ----- |
| 1.      | Ferdinando Terruzzi Renato Perona | Włochy        | 11,2 | Q     |
| 2.      | Louis Van Schil Roger De Pauw     | Belgia        |      |       |

### Półfinały
Wyścig 1
| Pozycja | Zawodnik                  | Reprezentacja   | Czas | Uwagi |
| ------- | ------------------------- | --------------- | ---- | ----- |
| 1.      | Reg Harris Alan Bannister | Wielka Brytania | 11,4 | FA    |
| 2.      | René Faye Gaston Dron     | Francja         |      | FB    |

Wyścig 2
| Pozycja | Zawodnik                          | Reprezentacja | Czas | Uwagi |
| ------- | --------------------------------- | ------------- | ---- | ----- |
| 1.      | Ferdinando Terruzzi Renato Perona | Włochy        | 11,5 | FA    |
| 2.      | Jean Roth Max Äberli              | Szwajcaria    |      | FB    |

### Finały
o złoty medal
| Pozycja | Zawodnik                          | Reprezentacja   | Czas     | Czas     | Czas     | Uwagi |
| Pozycja | Zawodnik                          | Reprezentacja   | Wyścig 1 | Wyscig 2 | Wyscig 3 | Uwagi |
| ------- | --------------------------------- | --------------- | -------- | -------- | -------- | ----- |
| złoto   | Ferdinando Terruzzi Renato Perona | Włochy          |          | 11,3     | 11,6     |       |
| srebro  | Reg Harris Alan Bannister         | Wielka Brytania | 11,1     |          |          |       |

o brązowy medal
| Pozycja | Zawodnik              | Reprezentacja | Czas     | Czas     | Czas     | Uwagi |
| Pozycja | Zawodnik              | Reprezentacja | Wyścig 1 | Wyscig 2 | Wyścig 3 | Uwagi |
| ------- | --------------------- | ------------- | -------- | -------- | -------- | ----- |
| brąz    | René Faye Gaston Dron | Francja       | 11,7     | 12,2     |          |       |
| 4.      | Jean Roth Max Äberli  | Szwajcaria    |          |          |          |       |